# Anneslia surinamensis
Anneslia surinamensis là một loài thực vật có hoa trong họ Đậu. Loài này được (Benth.) Kleinhoonte mô tả khoa học đầu tiên năm 1940.